# اره‌بال سرسفید
اره‌بال سرسفید (نام علمی: Psalidoprocne albiceps) نام یک گونه از سرده اره‌بال است.